# Alessandro Pirzio Biroli
Alessandro Pirzio Biroli (23 de julho de 1877 – 20 de maio de 1962) foi um esgrimista italiano e general de exército.

## Biografia

### Família
Ele veio de uma família com longas tradições militares: seu pai, Carlo Alberto, fugiu de casa aos 16 anos para lutar com Garibaldi em Bezzecca. Ele próprio era primo do subsecretário do Ministério das Colônias Alessandro Lessona e sobrinho de Luigi Nelson Pirzio Biroli; seu filho Carlo Pirzio Biroli foi condecorado com uma medalha de ouro por valor militar em memória.

### Carreira Olímpica e Primeira Guerra Mundial
Biroli ganhou a medalha de prata competindo na prova de sabre por equipe nos Jogos Olímpicos de Verão de 1908.
Durante a Primeira Guerra Mundial, Biroli lutou na Frente Macedônia como comandante de um batalhão do Exército Italiano que foi condecorado pelo Governo do Reino da Sérvia com a Ordem da Águia Branca com Espadas. Em 1918, Pirzio Biroli tornou-se comandante do 8º Regimento Bersaglieri. Entre 1921 e 1927 chefiou uma missão militar no Equador. Ele foi comandante geral da Divisão Monte Nero de 1932 a 1933, e do V Corpo de exército italiano de Trieste de 1933 a 1935. Ele comandou o Corpo da Eritreia na Segunda Guerra Ítalo-Etíope e posteriormente foi Governador da província de Amhara na África Oriental Italiana de 1936 a 1937. Apesar de ser filiado ao Partido Nacional Fascista, Biroli não era fascista. Pirzio Biroli foi nomeado General do 9º Exército Italiano em 1941 e serviu como Governador de Montenegro de 1941 a 1943.

### Segunda Guerra Mundial
Após a eclosão da Revolta em Montenegro, Pirzio foi nomeado por Mussolini com plenos poderes civis e militares em Montenegro em 25 de julho de 1941 e governador de Montenegro em outubro de 1941. Mesmo antes de lhe serem formalmente atribuídos os seus poderes, Biroli estava encarregado de reprimir a revolta e, em 15 de julho, disse às suas tropas para reprimirem a revolta "com a máxima severidade, mas sem represálias desnecessárias". 
O historiador Živković observa que a revolta foi reprimida após uso significativo de violência contra os guerrilheiros e a população civil.  Como destinatário da ordem sérvia, ele foi considerado uma pessoa adequada para a cooperação com os Chetniks, aos quais poderia ser apresentado como seu ex-aliado de uma guerra anterior. No seu discurso proferido em 7 de novembro de 1942 em Kolašin, o comandante do Chetnik Pavle Đurišić saudou Biroli como um grande amigo dos sérvios e enfatizou que o povo de Montenegro teve muita sorte por Biroli ter vindo até eles num momento em que se encontravam numa situação muito difícil. Já em 1941, Pirzio Biroli considerou a criação de um comitê colaboracionista, que reuniria todos os colaboradores notáveis em Montenegro contra os partidários iugoslavos. Por causa da oposição do Ministério das Relações Exteriores italiano, a criação foi adiada até 24 de julho de 1942, quando o ex-Bani de Zeta Banovina Blažo Đukanović assinou um acordo com Pirzio Biroli para chefiar o Comitê Nacionalista Central.  O irmão de Pirzio Biroli casou-se com a filha de Ulrich von Hassell, membro da Resistência Alemã contra o ditador alemão Adolf Hitler.
Foi condecorado com a Ordem da Grã-Cruz da Águia Alemã com Espada como “o mais alto reconhecimento das suas esplêndidas qualidades militares e organizacionais, demonstradas em numerosas circunstâncias durante a guerra na Abissínia e recentemente na campanha na Grécia e Montenegro”.
Retornou a Roma na manhã de 3 de outubro de 1943, quando ouviu a notícia da morte de seu filho Carlo, capitão de cavalaria falecido em Tirana em 16 de setembro. Naquele dia, nos jornais de La Stampa, discutiu-se a sua adesão à recém-formada República Social Italiana. Embora pareça que Mussolini lhe ofereceu o Ministério da Defesa Nacional, a proposta, examinada pelos alemães, foi rejeitada por Pirzio Biroli, que em vez disso passou pelas linhas alemãs chegando a Brindisi. Em 18 de outubro de 1944 foi chamado de volta ao cargo de presidente da Comissão Militar Única pela concessão e perda de condecorações de valor militar.
De acordo com o historiador iugoslavo Pajović, Pirzio Biroli foi pessoalmente responsável por inúmeras execuções e terror em massa da população de Montenegro.  Apesar de estar no topo da lista de criminosos de guerra da Comissão de Crimes de Guerra das Nações Unidas, Pirzio Biroli nunca foi julgado e passou a velhice em Roma.
Colocado em licença absoluta em 1954, retirou-se para a vida privada em sua casa em Ciampino. Morreu em Roma em 20 de maio de 1962 como cidadão livre

## Carreira militar
- 1918: Oficial em comando primeiro do 8º Regimento Bersaglieri, depois da 7ª Brigada Bersaglieri.
- 1922-1927: Chefe da missão militar italiana no Equador.
- 1928: Inspetor do Celere.
- 1932: Comandante da Divisão Militar Territorial de Udine.
- 1933: Comandante do Corpo de Exército Territorial de Trieste.
- 1935-1936: General do Corpo da Eritreia na Guerra da Etiópia.
- 1 de junho de 1936 – 15 de dezembro de 1937: Governador de Amara, África Oriental Italiana.
- 1941: Comando Geral do 9º Exército na Grécia e na Iugoslávia.
- 1941: Comandante Geral do Quartel-General Italiano na Albânia.
- 1941-1943: Comandante Geral do Quartel-General Italiano em Montenegro.
- 23 de julho de 1941 – 13 de julho de 1943: Governador de Montenegro.[24]

## Condecorações

### Italianas
- Medalha de Bronze do Valor Militar
- Medalha de Bronze do Valor Militar
- Medalha de Bronze do Valor Militar
- Cruz de Mérito de Guerra
- Ordem dos Santos Maurício e Lázaro (Decreto Real de 28 de janeiro de 1937)[25]
- Medalha comemorativa pelas operações militares na África Oriental
- Medalha Comemorativa da Guerra Ítalo-Austríaca 1915–1918 (4 anos de campanha)
- Medalha Comemorativa da Unidade da Itália
- Medalha da Vitória Aliada
- Medalha comemorativa da 9ª Armata

### Estrangeiras
- Ordem de Mérito da Águia Alemã